# 吉布地駐日本大使館
吉布提共和国驻日本国大使馆（法語：Ambassade de Djibouti au Japon、阿拉伯语：‎），简称吉布提驻日大使馆，是吉布提共和国驻日本的外交代表机构。同时兼辖亚太地区九个国家的事務。
现任吉布提驻日大使是2008年就任的艾哈迈德·阿莱塔·阿里。

## 历史
1977年6月27日，日本承认吉布提从法国独立，并于1978年8月24日与之建交，1989年4月，吉布提在东京都开设驻日大使馆，该馆为吉布提在亚太地区的第一座大使馆。在2001年吉布地駐華大使館设立以前，该馆也兼辖對中华人民共和国事務。
吉布提驻日大使馆原位于东京都目黑区下目黑5丁目18番地10号，2020年后迁至品川区北品川5丁目13番地1号。